# 李世鎬
李 世鎬（イ・セホ、이세호）は大韓民国の軍人。

## 人物
1925年7月、京畿道開城で生まれる。父の金基淵は牧師で、度々日本の官憲からの取り調べを受けており、それに嫌気がさして軍人を志す。松都中学校卒業後、特別幹部候補生を受験し合格。1944年4月、内地に渡り、静岡県浜松の第7教育航空隊にて重爆撃機整備要員としての訓練を受ける。やがて本土爆撃の激化により、島根県松江、ついで広島市から北に約20km離れた下祇園の航空機部品整備工場に疎開した。1945年8月6日、外出許可を受け、広島市内に向かう途中で石鹸を取りに引き返した際に原爆投下を目撃する。
帰郷後は家業を継ぐ事も考えたが、父より彼のアメリカ留学を手配した牧師の息子のウィームズ中佐を紹介される。中央庁を訪れると、ウィームズ中佐より警備隊への加入を勧められ、さらに元容徳参領が保証人となり、1946年9月24日、警備士官学校に入学。12月、第2期卒業（軍番10253番）、任少尉。仁川の第1連隊中隊長勤務中、幼稚園から中学まで同級生だった沈興善大尉の勧めで1948年1月10日、済州島の第9連隊中隊長として赴任。連隊長は金益烈中領、副中隊長は文相吉中尉で、当初2個中隊規模にすぎなかったが、慕兵で1個大隊規模まで増やした。済州島四・三事件では第1大隊副大隊長として後任の朴珍景連隊長とともに摹瑟浦にて掃討作戦に従事し、朴がのちに第11連隊長に転任し、さらにその後任の林富沢も転任すると、連隊長代理を兼任するが、兵士41人の脱営と朴連隊長の暗殺が相次いで発生し、のちに親しかった文中尉が双方に関与していたことが判明する。
度重なる事件に疲弊した李世鎬は、10日間の休暇を得てソウルを訪れた。警備隊司令部を訪れた際、正門で出会った人事局長の崔栄喜より保任課長に招かれる。既に大隊長への昇進が決まっていたが、島を出る機会を求めていた李世鎬は異動を希望し、着任後にはさらに情報局長の白善燁中領より特別調査課（SIS）要員に抜擢される。48年8月より博文寺で三ヶ月間の特殊情報教育を受ける事になったが、教育過程中に麗水・順天事件を受け、急遽南部地区戦闘司令部である第5旅団の湖南地区SIS隊長に任命され、第14連隊将兵の取り調べを行った。
粛軍がひと段落したのち情報参謀への転属を願い出て、1950年4月7日、始興歩兵学校高等軍事班5期生に入校したが、卒業一週間を控えて朝鮮戦争が勃発し、第7師団に情報参謀として緊急配属されるも、部隊が壊滅し第8師団情報参謀（少領）に転ずる。
1951年～1952年、第8師団参謀長（中領）。
1953年、陸軍大学卒業、第22師団（師団長：朴基丙准将）第38連隊長（大領）。副師団長の内定が決まっていたが、第5軍団長となっていた崔栄喜の招きで1954年、第5軍団参謀長に抜擢され、55年6月1日には30歳で准将に昇進。
1956年、第1軍団参謀長、第2軍副参謀長を歴任。
1957年9月、第37師団長。
1958年、第33師団長。
1959年2月～1961年8月、第28師団長。
1961年8月、陸軍本部軍需参謀部次長、任少将。
1962年、軍需参謀部次長、歩兵学校長を歴任。
1965年3月、合同参謀情報局長。8月、陸軍本部作戦参謀副長。
1966年12月、陸軍士官学校校長。
1967年、第6軍団長、任中将、対遊撃作戦総指揮官。
1969年4月、ベトナム派遣軍司令官。
1973年7月、任大将、第3軍司令官。
1975年3月、陸軍参謀総長。

## 叙勲
- 太極武功勲章
- 乙支武功勲章
- 忠武武功勲章
- 花郎武功勲章
- 保国勲章統一章
- 保国勲章国仙章
- 保国勲章天授章
- ブロンズスター
- 大綬雲麾勲章
- ベトナム一等報国勲章
- ドイツ十字勲章
- スペイン一等勤労武功勲章